# Església parroquial de la Transfiguració (Torralba)
L'Església parroquial de la Transfiguració de Torralba, a la comarca de l'Alt Millars és un lloc de culte, catalogat com Bé de Rellevància Local segons la Disposició Addicional Cinquena de la Llei 5/2007, de 9 de febrer, de la Generalitat, de modificació de la Llei 4/1998, d'11 de juny, del Patrimoni Cultural Valencià (DOCV Núm. 5.449 / 13/02/2007), amb codi autonòmic: 12.08.116-003; amb la categoria de Monument d'interès local, proposat als corresponents catàlegs municipals de béns i espais protegits, tramitat conforme al procediment ordinari establert en l'article 47 de la Llei 4/1998, d'11 de juny, de la Generalitat, del Patrimoni Cultural Valencià, comptant amb l'informe favorable de la conselleria competent en matèria de cultura, mancant l'aprovació definitiva per l'organisme competent en matèria d'urbanisme, encara que es trobi inclòs en el PGOU de Torralba, per informe favorable de 22 de març de 2013.

## Història
L'església parroquial s'ubica al centre de la població, dins del barri antic, i la seva construcció es va iniciar en ple segle xviii, no finalitzant-se l'obra fins a la segona meitat del segle xix.
Pertany a la Diòcesi de Sogorb-Castelló, formant part de l'arxiprestat 9 conegut com de La nostra Senyora Verge de l'Esperança amb seu a Onda.

## Descripció
Malgrat que el temple va quedar finalitzat en 1751, es duu a terme una renovació del mateix en 1858. L'edifici és de nau única amb capelles laterals. Presenta tres crugies sense creuer. La decoració és a força d'escaiola amb roleos vegetals i fullatge, típica del segle xviii. cal destacar la creu processional datada del segle xv amb punxó valencià.
Externament destaca el seu campanar, amb tres campanes: Santa Bàrbara, Salvador i Sant Salvador. També pot observar-se en un lateral de la façana la presència unes creus gravades, que segons narra la tradició van ser fetes pels mossos del poble quan se n'anaren a la guerra, esperant amb aquest gest rebre protecció per poder tornar al poble sans i estalvis. També pot veure's un rellotge de sol.